# Vénus impériale
Pour plus de détails, voir Fiche technique et Distribution.
Vénus impériale est un film franco-italien réalisé par Jean Delannoy et sorti en 1962.

## Synopsis
Les amours et la vie romancée de Pauline Bonaparte, sœur préférée de Napoléon. Après que ses premières fiançailles ont été brisées par son frère pour des raisons politiques, elle tombe amoureuse du chef d'escadron Jules de Canouville rencontré en Italie. Mais, toujours pour des raisons stratégiques, Napoléon lui demande d'épouser le général Leclerc. Quand celui-ci meurt de la fièvre jaune à Saint-Domingue, Pauline rentre en France et son frère organise encore son mariage avec le prince Borghèse qu'elle n’aimera jamais. Elle retrouve Jules de Canouville, peut-être son seul vrai grand amour, mais il est tué lors de la campagne de Russie et Pauline sera exilée avec son frère.

## Fiche technique
- Titre original : Venere imperiale
- Titre français : Vénus impériale
- Réalisation : Jean Delannoy
- Scénario : Rodolphe-Maurice Arlaud, Jean Aurenche, Leonardo Benvenuti, Piero De Bernardi, Jean Delannoy
  - Dialogues : Philippe Heriat
- Musique : Angelo Francesco Lavagnino
- Direction artistique : Italo Tomassi
- Costumes : Giancarlo Bartolini Salimbeni
- Photographie : Gábor Pogány
- Son : Bruno Brunacci
- Montage : Otello Colangeli
- Production : Lucio Bompani
- Sociétés de production : Cineriz (Italie), France Cinéma Productions, Gaumont (France), Royal Film (France)
- Sociétés de distribution : Cineriz (Italie), Gaumont (France), StudioCanal (étranger)
- Pays de production :  France,  Italie
- Langue originale : français
- Format : couleur par Technicolor — son monophonique : 
  - version 35 mm — 2.35:1 Technirama
  - version 70 mm — 2.20.1 Super Technirama
- Genre : comédie dramatique, film historique
- Durée : 145 minutes
- Dates de sortie : 
  - Italie : 22 décembre 1962
  - France 3 avril 1963
- Classification CNC : tous publics

## Distribution
- Gina Lollobrigida (VF : elle-même) : Pauline Bonaparte
- Raymond Pellegrin (VF : lui-même) : Napoléon Ier
- Stephen Boyd (VF : René Arrieu) : Jules de Canouville
- Micheline Presle (VF : elle-même) : Joséphine
- Massimo Girotti (VF : William Sabatier) : Général Leclerc
- Gabriele Ferzetti : Fréron
- Giulio Bosetti (VF : Jean-Louis Jemma) : Camille Borghèse
- Gianni Santuccio (VF : Jean Michaud) : le sculpteur Antonio Canova
- Elsa Albani : la pianiste
- Aldo Berti : le moribond à Saint-Domingue
- Andrea Bosic : Del Val
- Lilla Brignone : Letizia Bonaparte
- Edith Peters : la femme du général Thomas
- Nando Tamberlani (VF : Jacques Berlioz) : le pontife
- Ernesto Calindri : l'abbé Fesch
- Claudio Catania : Jérôme Bonaparte
- Fiodor Chaliapine fils : le maître de ballet
- Andrea Checchi (VF : Gérard Férat) : le docteur
- Liana Del Balzo : la princesse Borghese
- Giustino Durano : le docteur Bousqué
- Evi Maltagliati : Madame Adelaide
- Jacques Stany : un officier

## Récompenses et distinctions

### Récompenses
- David di Donatello 1963 : prix de la meilleure actrice à Gina Lollobrigida, ex æquo avec Silvana Mangano pour Le Procès de Vérone (1963).
- Ruban d'argent du Syndicat national des journalistes cinématographiques italiens 1963 : Ruban d'argent de la meilleure actrice à Gina Lollobrigida.

### Nominations
- Ruban d'argent du Syndicat national des journalistes cinématographiques italiens 1963 : 
  - Gábor Pogány nommé pour le Ruban d'argent de la meilleure photographie en couleurs.
  - Giancarlo Bartolini Salimbeni nommé pour le Ruban d'argent des meilleurs costumes.